# Lac Chevrillon
Pour les articles homonymes, voir Chevrillon.
Le lac Chevrillon est un plan d'eau douce traversé par la rivière Chibougamau, dans la partie Sud du territoire de Eeyou Istchee Baie-James (municipalité), dans la région administrative du Nord-du-Québec, dans la province de Québec, au Canada.
La surface du lac fait partie des cantons de Vienne, de Barlow, de Blaiklock et de McKenzie. La foresterie constitue la principale activité économique du secteur. Les activités récréotouristiques arrivent en second.
Le bassin versant du lac Chevrillon est accessible grâce à une route forestière R1029 desservant le Sud-Ouest du lac du Sauvage et qui se détache de la route menant au village d’Oujé-Bougoumou. Cette dernière route se rattache à la route 113 reliant Lebel-sur-Quévillon à Chibougamau.
La surface du lac Chevrillon est habituellement gelée du début novembre à la mi-mai. Toutefois la circulation sécuritaire sur la glace se fait généralement de la mi-novembre à la mi-avril.
De 1815 à 1822, la Compagnie de la Baie d'Hudson tient un poste de traite des fourrures en bordure du lac.

## Géographie
Ce lac qui épouse la forme d’un grand V, formant ainsi un coude à la rivière Chibougamau. Ce lac comporte une longueur de 12,9 km, une largeur maximale de 3,2 km et une altitude de 363 m. Une île de 7,3 km de long est située au centre du lac. Alimenté par le lac Chibougamau, la rivière Chibougamau forme un grand S pour remonter vers le Nord jusqu'à l'embouchure de la rivière Barlow (rivière Chibougamau) ; puis descend sur un segment de 4,9 km avant de se déverser sur la rive Nord du lac Chevrillon.
L’embouchure du Lac Chevrillon est localisée au fond d’une baie du côté ouest où il y a plusieurs îles, soit à :
- 33,7 km au nord-est de l’embouchure du lac Opémisca, lequel est traversé par la rivière Chibougamau ;
- 107,2 km au nord-est de l’embouchure de la rivière Chibougamau (confluence avec la rivière Opawica) ;
- 170,6 km au nord-est de l’embouchure du lac au Goéland (rivière Waswanipi) ;
- 15,9 km au nord-ouest du centre-ville de Chibougamau ;
- 32,4 km au nord-est du centre du village de Chapais (Québec) ;
- 450 km au sud-est de l’embouchure de la rivière Nottaway[1].

Les principaux bassins versants voisins du lac Chevrillon sont :
- côté nord : lac du Sauvage, rivière Chibougamau, rivière Blaiklock, rivière Brock (rivière Chibougamau) ;
- côté est : rivière Chibougamau, rivière Chébistuane, rivière Natevier, lac Chibougamau ;
- côté sud : rivière Chibougamau, lac Guillim, lac Simon, lac Muscocho, rivière Obatogamau ;
- côté ouest : rivière Opémisca, rivière Chibougamau.

## Histoire

### Poste de traite du lac Rush
Au début du XIXe siècle, la Compagnie de la Baie d'Hudson (CBH) entreprend l'établissement de plusieurs postes de traites à l'intérieur du territoire. Si au départ la compagnie britannique est plutôt restreinte aux côtes de la baie James et de la baie d'Hudson, la naissance en 1783 de la Compagnie du Nord-Ouest modifie les activités commerciales dans les territoires de la Terre de Rupert. La compétition entre les deux compagnies pour obtenir le monopole du commerce de la fourrure auprès des cris mène à l'établissement de plusieurs postes de traite, de plus en plus loin des côtes,,. En 1815, la CBH démantèle son poste de traite du lac Mistassini (construit en 1812) au profit d'un nouveau poste de traite, en bordure du lac Rush (selon l'appellation de l'époque). Ce poste sera en fonction peu de temps, puisque dès 1821, la Compagnie du Nord-Ouest est absorbée par sa rivale. L'année suivante, la CBH abandonne ses postes de traite du lac Rush, de Nichicun et de Neoskweskau. Le petit établissement ferme définitivement ses portes,.
Les archives de l'ancien poste de traite sont conservées dans les fonds de la Compagnie de la Baie d'Hudson, aux archives du Manitoba.

## Toponymie
Jadis, ce lac était appelé « Lac des Joncs » et « lac Rush ». Le toponyme actuel « Lac Chevrillon » est issu du patronyme français Chevrillon.
Le toponyme « Lac Chevrillon » a été officialisé le 5 décembre 1968 par la Commission de toponymie du Québec lors de sa création.